# Cachoeira do Jatobá (Mato Grosso)
A cachoeira do Jatobá é a maior cachoeira do Mato Grosso e considerada a 4ª maior do Brasil. Situada no Parque Estadual da Serra de Ricardo Franco, no município de Vila Bela da Santíssima Trindade, o nome da cachoeira é devido a grande quantidade de jatobás na região.